# せんまや街角資料館
せんまや街角資料館（せんまやまちかどしりょうかん）は、岩手県一関市千厩町に所在する資料館である。

## 概要
1897年（明治30年）に大蔵省臨時葉煙草取扱所建築部の標準設計として旧専売局千厩葉煙草専売所として完成。岩手県内では稗貫郡大迫町と同地の2箇所に建設された。館内には葉たばこ関係の近現代資料や地元映画館で使用した35mm映写機、同地出身の関取 高田山惠助の写真がある。
旧専売局葉煙草専売所建物遺構として現存している全国唯一の施設である。

## 建築
1897年建築。面積199m2、木造平屋建て、寄棟造、瓦葺。内部は改修が進んでいるが、外装、天井、ドア等に建築当初の遺構が見られる。1934年（昭和9年）現在地に移転。2004年 （平成16年）千厩町（当時）が土地取得を行い、2005年3月25日にせんまや街角資料館として開館。同年11月10日、国の登録有形文化財として登録された。

## 利用情報
- 開館時間 - 午前9時から午後4時30分まで
- 休館日 - 毎週月曜日、毎月最終金曜日、年末年始
- 入館料 - 無料

## 交通アクセス
- 大船渡線千厩駅より徒歩20分
- 岩手県交通バス停千厩支所入口より徒歩5分

## 周辺施設
- 千厩酒のくら交流施設 - 国の登録有形文化財
- 一関市立千厩図書館
- 一関市役所千厩支所（旧千厩町役場）